# 7e brigade blindée (Israël)
Pour les articles homonymes, voir 7e brigade.
La 7e brigade blindée « Saar me-Golan » (hébreu : חטיבה שבע, Hativa Sheva) est une formation militaire des forces de défense israéliennes. Formée pendant la guerre israélo-arabe de 1948 et toujours en activité, il s'agit de la plus ancienne brigade blindée de Tsahal. Depuis, la brigade a participé à toutes les principales opérations de Tsahal et constitue aujourd'hui l'une des 3 principales brigades blindées de l'armée israélienne.

## Histoire

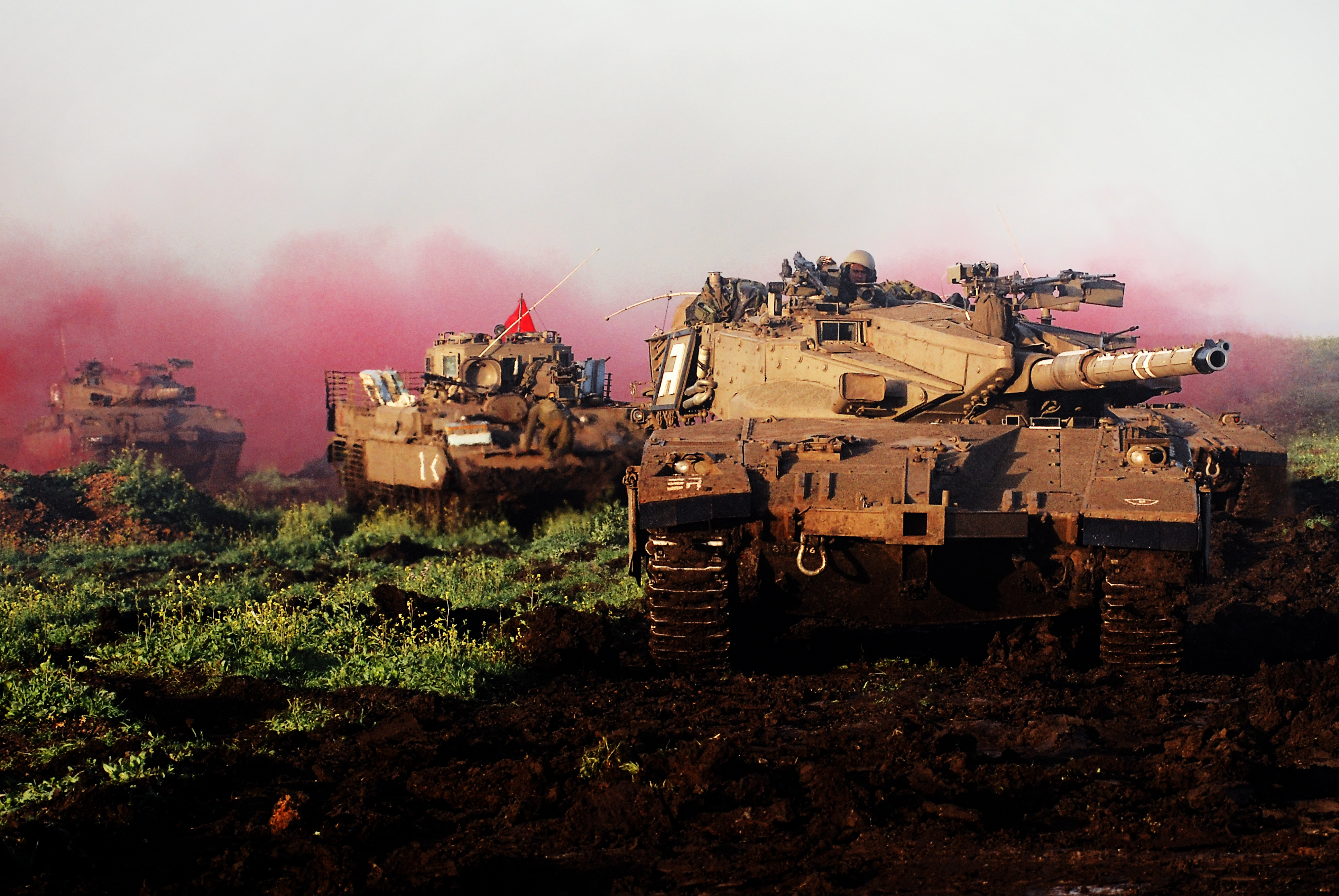
Chars de la 7e brigade lors d'un exercice militaire sur le plateau du Golan.

La brigade a des liens historiques avec la première brigade juive, créée pendant la Seconde Guerre mondiale.

### Guerre de 1948
Il y avait tellement de volontaires canadiens, américains et britanniques dans ses rangs qu’on l’a appelée la « brigade anglo-saxonne ».
Au cours des batailles de Latroun en 1948, la 3e brigade Alexandroni et la 7e brigade dénombrent au total 139 pertes. La 7e brigade était initialement équipée de jeeps et de voitures avec quelques mitrailleuses en juillet 1948, lorsque l'officier canadien expérimenté Ben Dunkelman prit le relais. Il localisa deux groupements tactiques égyptiens en approche, équipés de semi-chenillés, de chars américains M4 Sherman et d'autres véhicules. Dunkelman les attaqua par surprise la nuit, les équipages dormant en dehors de leurs véhicules. Les soldats égyptiens s'enfuirent, permettant à la 7e brigade de s'approprier l'équipement adverse[source insuffisante].
En octobre, elle prend d’assaut le village de Sa'Sa', sans résistance. Selon Israël Galili, des meurtres de masse furent commis à cette occasion. Dans la nuit du 29 au 30 octobre, deux sections de la brigade massacrent 70 personnes à Safsaf,. Le 30 octobre 1948, la brigade massacre 94 personnes à l’explosif à Saliha.

### 1948-2023
La 7e brigade appartient au commandement régional du Sud et est basée sur les hauteurs du Golan dans le cadre de la 36e division blindée depuis la fin de la guerre du Kippour jusqu'en février 2014.

### Guerre de 2023-2025
L'unité est engagée en octobre 2024 dans l'invasion israélienne du Liban,.

## Réputation
En 1948, la brigade a acquis une sinistre réputation, considérée comme étant l'une des forces de combat les plus cruelles de l'époque. L'historien israélien Ilan Pappé écrit : « Dans de nombreuses histoires palestiniennes aujourd'hui déclassifiées, peu de noms d'unité circulent. Cependant, la 7e brigade est mentionnée à maintes reprises, avec des adjectifs tels que 'terroriste' et 'barbare' »,.

## Organisation en 2023
- 7e brigade blindée « Saar me-Golan »
  - 75e bataillon blindé « Romach/Lance » (Merkava Mk.4M)
  - 77e bataillon blindé « Oz/Courage » (Merkava Mk.4M)
  - 82e bataillon blindé « Gaash/Rage » (Merkava Mk.4M)
  - 293e bataillon blindé (réserve) (Merkava Mk.4) (de la 847e brigade blindée « Chariots d'acier », dissoute le 19 août 2020)
  - 603e bataillon blindé du génie « Lahav/Blade »
  - Bataillon Logistique « Saar me-Golan »
  - 353e compagnie de transmissions « Hanit/Spear »

### Unités dissoutes
- 71e bataillon, a participé aux batailles de Latroun en 1948
- 72e bataillon, a participé aux batailles de Latroun en 1948
- 73e bataillon, a participé aux batailles de Latroun en 1948
- 79e bataillon, a participé à l'opération Hiram en 1948
- 356e compagnie de reconnaissance

## Chefs d’unité
- Shlomo Shamir (mai – juillet 1948)
- Ben Dunkelman (juillet 1948 – juillet 1949)
- Yosef Eitan (juillet 1949 – juillet 1950)
- Shmuel Goder (Octobre 1950 – août 1953)
- Yitzhak Pundak (avril 1954 – Octobre 1955)
- Uri Ben-Ari (Octobre 1955 – Décembre 1956)
- Aharon Nachshon (décembre 1956 – mars 1958)
- David Elazar (décembre 1958 – avril 1959)
- Israel Tal (avril 1959 – avril 1960)
- Arye Shakhar (juin 1960 – juillet 1961)
- Avraham Adan (juillet 1961 – janvier 1963)
- Herzl Shafir (janvier 1963 – décembre 1964)
- Shlomo Lahat (janvier 1965 – mai 1966)
- Shmuel Gonen (juin 1966 – juin 1969)
- Ya'akov Even (juin 1969 – juin 1971)
- Gabriel Amir (juin 1971 – Septembre 1972)
- Avigdor Ben-Gal (Septembre 1972 – février 1974)
- Ori Orr (janvier 1974 – décembre 1975)
- Avigdor Kahalani (décembre 1975 – Octobre 1977)
- Yossi Ben-Hanan (October 1977 – juin 1979)
- Nati Golan (June 1979 – mars 1981)
- Eitan Kauli (Keinan) (mars 1981 – septembre 1982)
- Meir Zamir (Septembre 1982 – janvier 1984)
- Amir Noy (mai 1984 – Septembre 1985)
- Avraham Palant (Septembre 1985 – mai 1987)
- Efraim Laor (May 1987 – Novembre 1988)
- Dubik Rosenthal (Tal) (Novembre 1988 – juillet 1990)
- Zvika Gendelman (juillet 1990 – janvier 1992)
- Yitzhak Harel (janvier 1992 – Octobre 1993)
- Gershon HaCohen (Octobre 1993 – Août 1995)
- Dan Biton (Août 1995 – Août 1997)
- Shmulik Rosenthal (Août 1997 – avril 1999)
- Ya'akov Ayash (avril 1999 – juillet 2001)
- Halutzi Rudoy (juillet 2001 – Août 2003)
- Eyal Zamir (Août 2003 – Septembre 2005)
- Amnon Eshel (Asulin) (Septembre 2005 – aout 2007)
- Ro'i Elkavetz (aout 2007 – mai 2009)
- Ya'akov Banjo (mai 2009 – juillet 2011)
- Oded Basyuk (juillet 2011 – juin 2013)
- Nadav Lotan (juin 2013 – juillet 2015)
- Dan Noyman (juillet 2015 – Août 2017)
- Roman Gofman (Août 2017 – Août 2019)
- Audi Tzur (Août 2019 – Octobre 2021)
- Yeftah Norkin (octobre 2021 – juillet 2023)
- Elad Tzuri (juillet 2023 – )

Source:
Une enquête pour crimes de guerre à Gaza en 2023 a été ouverte contre Elad Tzuri par la cour pénale internationale (CPI).